# Odrodzenie i Reformacja w Polsce
Odrodzenie i Reformacja w Polsce – jest rocznikiem wydawanym przez Instytut Historii im. Tadeusza Manteuffla PAN w Warszawie. Publikowane w periodyku artykuły dotyczą głównie renesansu polskiego i europejskiego oraz szeroko pojętej reformacji (od jej początków na ziemiach polskich po wiek XVII). Ponadto w czasopiśmie ukazują się tłumaczenia z języków klasycznych (głównie dzieł z okresu XV i XVI wieku), a także recenzje nowości wydawniczych, związanych tematycznie z profilem pisma. 
Redakcję czasopisma tworzą: Wojciech Kriegseisen (redaktor naczelny), Urszula Augustyniak, Danilo Facca, Anna Horeczy (sekretarz redakcji), Jaśmina Korczak-Siedlecka (asystentka redakcji), Maciej Ptaszyński, Tomasz Wiślicz-Iwańczyk, Marta Wojtkowska-Maksymik (redakcja językowa i adiustacja). 
Od 2016 roku ukazuje się w wersji cyfrowej, jako referencyjnej, na zasadach open access na licencji CC BY-ND.